# BPitch Control
A BPitch Control egy 1999-ben, Berlinben alapított német techno zenei kiadó. Az életrehívó dj, Ellen Allien 1992 óta a legendás potsdamer platz-i Tresor klub dj-je, majd Braincandy néven saját rádióműsor és kiadó vezetője. Ilyen előzményekkel hozta létre 1999-ben a műfajban máig jelentős BPitch Control kiadót. Azóta olyan zenészek szerződtek hozzá, mint Apparat, Modeselektor vagy Paul Kalkbrenner.

## Külső hivatkozások
- Hivatalos honlap
- Last.fm Archiválva 2005. november 21-i dátummal a Wayback Machine-ben
- Ellen Allien interjú